# Hans-Georg Lotz
Hans-Georg Lotz (* 24. Oktober 1934 in Gießen; † 20. April 2001 in Hamburg) war ein deutscher Komponist.
Nach Abschluss des Musikstudiums wurde Lotz, der 1962 Dozent für Klavier am Hamburger Konservatorium geworden war, Dozent für Musiktheorie, 1976 Lehrbeauftragter, 1990 Professor für Satzlehre und Gehörbildung an der Hamburger Musikhochschule.
Seine Kompositionen sind stilistisch keiner bestimmten Schule zuzuordnen. Nach anfänglicher Anlehnung an den Stil Bartóks und der Zweiten Wiener Schule blieb er für die verschiedensten Anregungen offen, wobei sich besonders der Aspekt des Rhythmischen und der Farb- und Klangflächenbildungen (im Gegensatz z. B. zu Reihentechniken und dem traditionellen Intervall- und Akkordverständnis) herauskristallisierte.
Sein Werk umfasst im Wesentlichen Chormusik sowie Kammer- bzw. Solokompositionen. Daneben veröffentlichte er zahlreiche Aufsätze und musikwissenschaftliche Arbeiten. Im Evangelischen Gesangbuch (EG) steht das 1964 von Lotz geschriebene Bußlied O Herr, nimm unsre Schuld, mit der wir uns belasten unter Nummer 235.